# Port lotniczy Kigali
Port lotniczy Kigali – międzynarodowy port lotniczy położony 12 km na wschód od miasta Kigali. Jest największym portem lotniczym Rwandy. W 2004 obsłużył 135 189 pasażerów.

## Linie lotnicze i połączenia
| Linia Lotnicza     | Kierunek |
| ------------------ | --- |
| Auric Air          | 1. Entebbe 2. Grumeti 3. Mwanza 4. Seronera |
| Brussels Airlines  | 1. Bruksela |
| Coastal Aviation   | 1. Mwanza |
| EgyptAir           | 1. Kair |
| Ethiopian Airlines | 1. Addis Abeba |
| Kenya Airways      | 1. Nairobi |
| KLM                | 1. Amsterdam |
| RwandAir           | 1. Abudża 2. Akra 3. Bangui 4. Brazzaville 5. Bruksela 6. Bużumbura 7. Kapsztad 8. Kotonu 9. Cyangugu 10. Dar es Salaam 11. Doha 12. Douala 13. Dubaj 14. Entebbe 15. Harare 16. Johannesburg 17. Kilimandżaro 18. Lagos 19. Libreville 20. Londyn-Heathrow 21. Lusaka 22. Mombasa 23. Nairobi 24. Paryż-Charles de Gaulle |
| Turkish Airlines   | 1. Stambuł |

### Cargo
| Linia Lotnicza                                    | Kierunek                               |
| ------------------------------------------------- | -------------------------------------- |
| Astral Aviation                                   | 1. Nairobi                             |
| Ethiopian Airlines Cargo                          | 1. Addis Abeba                         |
| Kenya Airways Cargo                               | 1. Nairobi                             |
| Magma Aviation                                    | 1. Liège 2. Nairobi                    |
| Qatar Airways Cargo                               | 1. Doha 2. Liège 3. Entebbe 4. Nairobi |
| Qatar Airways Cargo (obsługiwane przez ULS Cargo) | 1. Kano 2. Johannesburg 3. Lagos       |
| RwandAir Cargo                                    | 1. Nairobi 2. Szardża                  |